# Џесика Ориглијасо
Џесика Луиза Ориглијасо (Олбани Крик, 25. децембар 1984) аустралијска је певачица и текстописац. Њена сестра близнакиња је Лиса Ориглијасо, а прославиле су се када су двехиљадитих година формирале поп дуо бенд The Veronicas.
Пре него што је почела да пева, Џесика је имала малу глумачку каријеру. Године 2001. заједно са сестром појавила се у дечјој ТВ серији Cybergirl као Емералд Бакстон. Године 2007. заједно са сестром основала је модну линију названу The Veronicas, која је намењена девојчицама узраста од 7. до 14. година, а подржали су је Калвин Клајн, Кедс и Есте Лаудер.

## Биографија
Џесика Ориглијасо рођена је у и одрасла у Олбани Крику, у Квинсленду. Њен отац Јозеф је италијанског порекла, а мајка Колин. Аустралијанка. Њен старији брат Џулијан Ориглијасо је музички менаџер, који управља обавља послове око бенда The Veronicas. Џесика је похађала Ферни Гроу средњу и Вејвел државну средњу школу. Била је у вези са манекенком Руби Роуз, током 2008. године. Након тога била је у вези са текстописцем и певачом Били Корганом, од 2010. до 2012. године, након чега су остали у пријатељским односима. У периоду од 2014. до 2016. године, Џесика је била у вези са гитаристом Кацом, а након тога поново била у вези са манекенком Руби Роуз, до 2018. године.

## Каријера

### Почетак каријере
Заједно са сестром, Џесика је наступала од пете године на спортским догађајама као Сестре Ориглијасо, а издале су три албума. Када су имале шеснаест година. Лиса и Џесика опробале су се у глуми и имале улоге у дечјој ТВ серији Cybergirl. Године 2003. формирале су још један музички бенд под називом Teal у којем су биле њихове две пријатељице, а објавили су сингл Baby It's Over.

### 2004—2009:
Лиса и Џесика су својим музичким талентом и демо снимцима импресионирале музичког извршног директора Хајдена Бела, након чега су потписале уговор са издавачком кућом Excalibur Productions као кантауторке, 2004. године. Након тога потписале су уговор са издавачком кућом Engine Room Recordings у Сиднеју и добиле финансијску помоћ за путовање светом, где су писале текстове са другим текстописцима. Током овог путовања, написале су песме What's Going On? коју је извела Кејси Донован, All About Us, коју је извела група Тату и песму Faded" коју је отпевала немачка певачица Каскада. Крајем 2004. године отпутовале су у Сједињене Америчке Државе где су потписале уговор са издавачком кућом Sire Records, вредан 2 милиона америчких долара.
Први студијски албум група The Veronicas под називом The Secret Life Of... објавила је 17. октобра 2005. године под окриљем издавачке куће Sire Records. Са албума се истакла песма 4ever, која се нашла на другом месту Аустралијске музичке листе синглова, додељен јој је платинумски сертификат, а продата је у 70.000 примерака у Аустралији. The Secret Life Of... продат је у скоро пола милиона примерака широм света и освојио је АРИА награду за најбоље поп издање. Године 2007. објављен је други албума дуа, под називом Hook Me Up, као и истоимени сингл који се нашао на првом месту музичке листе АРИА песама и додељен му је платинумски сертификат. Наредни албумски сингл под називом Untouched нашао се међу двадесет песама америчке листе Билборд хот 100 и међу двадесет песама у још неколико других држава, укључујући прво место на листи у Ирској. Синглу је додељен платинумски сертификат у Сједињеним Државама, а преузет је преко милион пута са интернета. Након тога, група је имала турнеју која је почела у фебруару 2009. и завршила се у децембру исте године. Након завршетка турнеје, Лиса и Џесика престале су са радом у групи.

### 2010—данас: Одлагање албума и поновни рад групе
Џесика и Лиса поново су кренуле да раде као дуо и почеле са снимањем песама трећег албума групе. Издавачка кућа Ворнер мјузик паузирала је са радом, што је изазвало одлагања у објављивању албума дуа The Veronicas. Током 2012. године бенд је објавио нову песму Lolita која је била најава за њихов нови албум под називом Life on Mars. Сингл је достигао двадесет и треће место на листи АРИА синглова и додељен му је златни сертификат. Life on Mars требало је да буде објављен крајем 2012. године, али је ипак представљен почетком 2013. године. Због овог пропуста и каснијег објављивања албума, Џесика и Лиса су ангажовале адвокате и раскинуле уговор са Ворнер мјузиком, 2013. године. У априлу 2014. године, бенд је потписао уговор са Сони мјузиком и почео да ради на трећем албуму који је назван The Veronicas. Први албумски сингл под називом You Ruin Me дебитовао је на првом месту листе АРИА синглова. Сингл је остао на врху графикона наредне три недеље и додељен му је двоструки платинумски сертификат. Бенд је током 2016. и 2017. године објавио синглове In My Blood, On Your Side и The Only High. У мају 2019. године бенд је објавио сингл Think Of Me.

## Филантропија
Године 2006. Џесика се придружила добротворној организацији Стива Ирвина, Wildlife Warriors Worldwide, која се бави заштитом животиња и њиховог природног окружења. У јануару 2009. године, Џесика је позирала гола за оргнаизацију ПЕТА, која се бави правима животиња. Џесика се придружила и кампањи „Носи то с поносом“, чији циљ је била реформа истополних закона у Аустралији и промена 85 закона, како би се поништила дискриминација према истополним паровима и њиховим породицама. Године 2010. Џесика и Лиса награђене су од стране организације Wildlife Warriors Worldwide као њихови чланови године, због својих напора у оглашавању о заштити животиња и очувања природе, на светском нивоу.